# روجر بليس
روجر بليس هو مخرج وممثل كندي، ولد في 6 فبراير 1917 في مدينة كيبك في كندا، وتوفي في 9 نوفمبر 2012.

## وصلات خارجية
- روجر بليس على موقع IMDb (الإنجليزية)
- روجر بليس على موقع قاعدة بيانات الفيلم (الإنجليزية)